# North Carolina Football Club

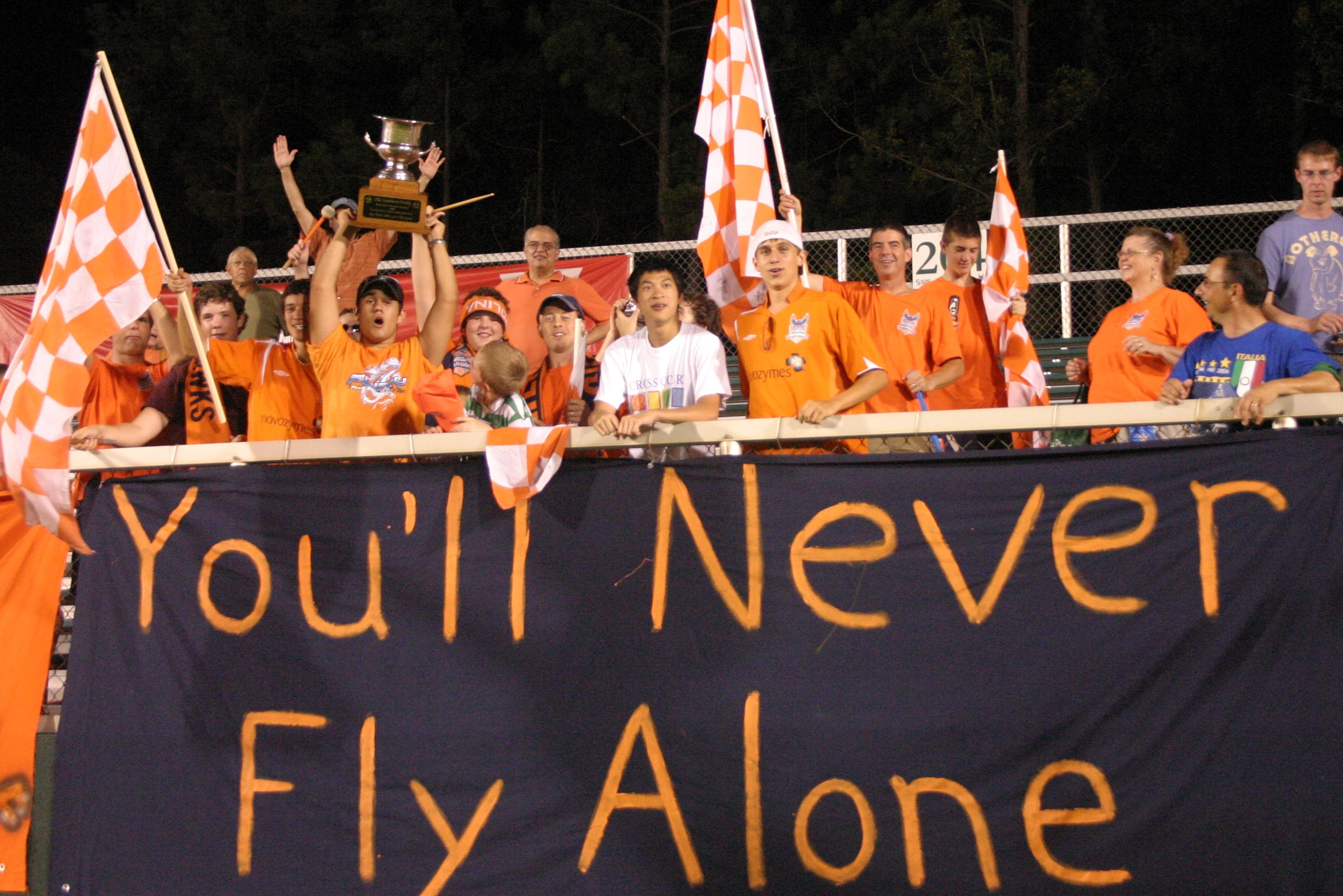
Aficionados de los RailHawks celebran el título del Southern Derby Championship el 17 de agosto de 2007 en el WakeMed Soccer Park.

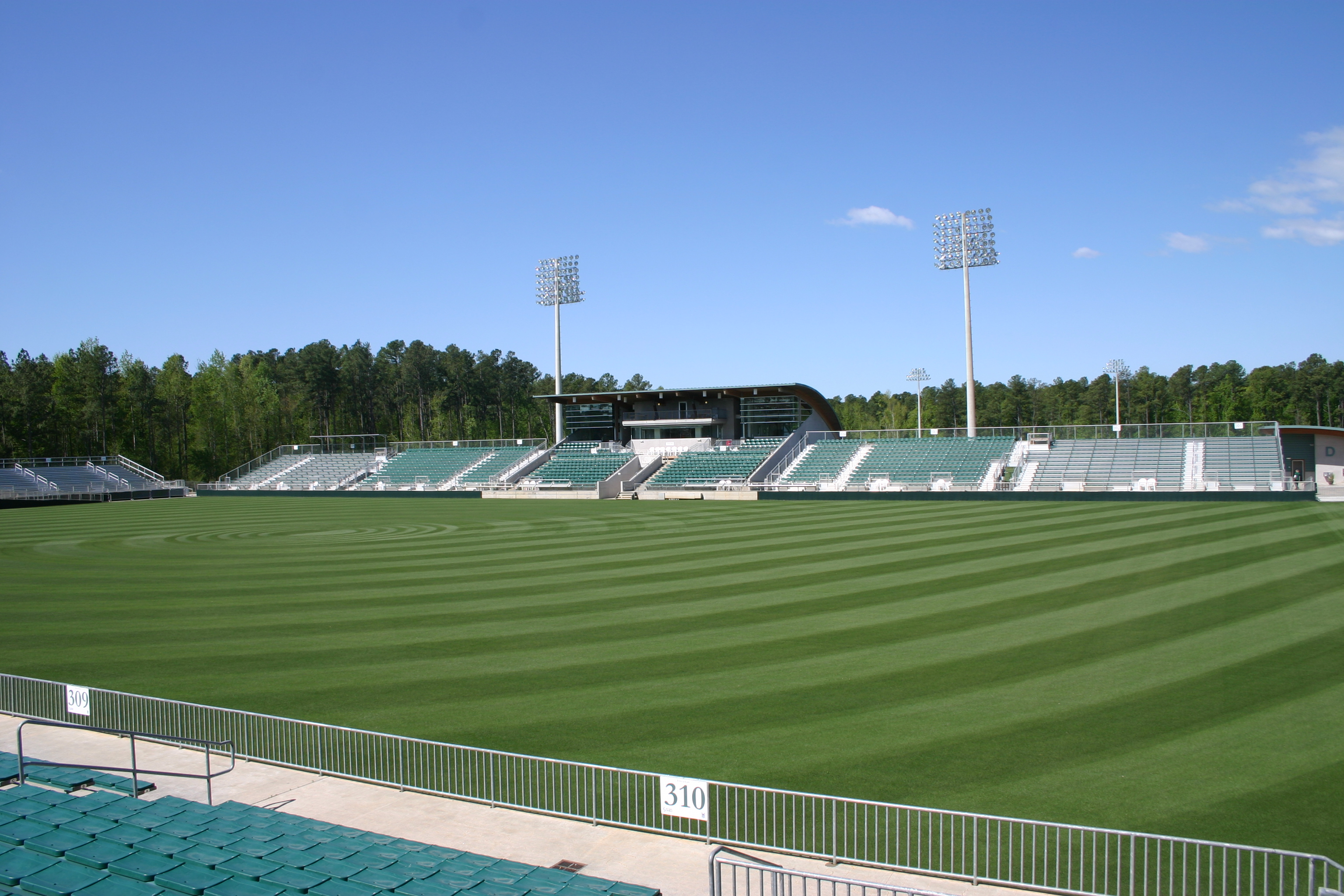
El WakeMed Soccer Park, sede de los RailHawks desde el 2007.

El North Carolina FC (fundado como Carolina RailHawks) es un club de fútbol de los Estados Unidos, de la ciudad de Cary en Carolina del Norte. Fue fundado en 2006 y juega en la USL Championship desde la temporada 2024. Disputa sus encuentros de local en el WakeMed Soccer Park, con capacidad para 10,000 aficionados.

## Historia
Después del escándalo de corrupción de la FIFA, la extinta NASL anunció la suspensión de Aaron Davidson presidente de la liga y de Traffic Sport y puso al equipo de los RailHawks a la venta. El 30 de octubre de 2015 el presidente del club, Curt Johnson, confirmó la compra hecha por un hombre de negocios de la zona, Stephen Malik quien desde el primer día prometió llevar al equipo al más alto nivel futbolístico. 

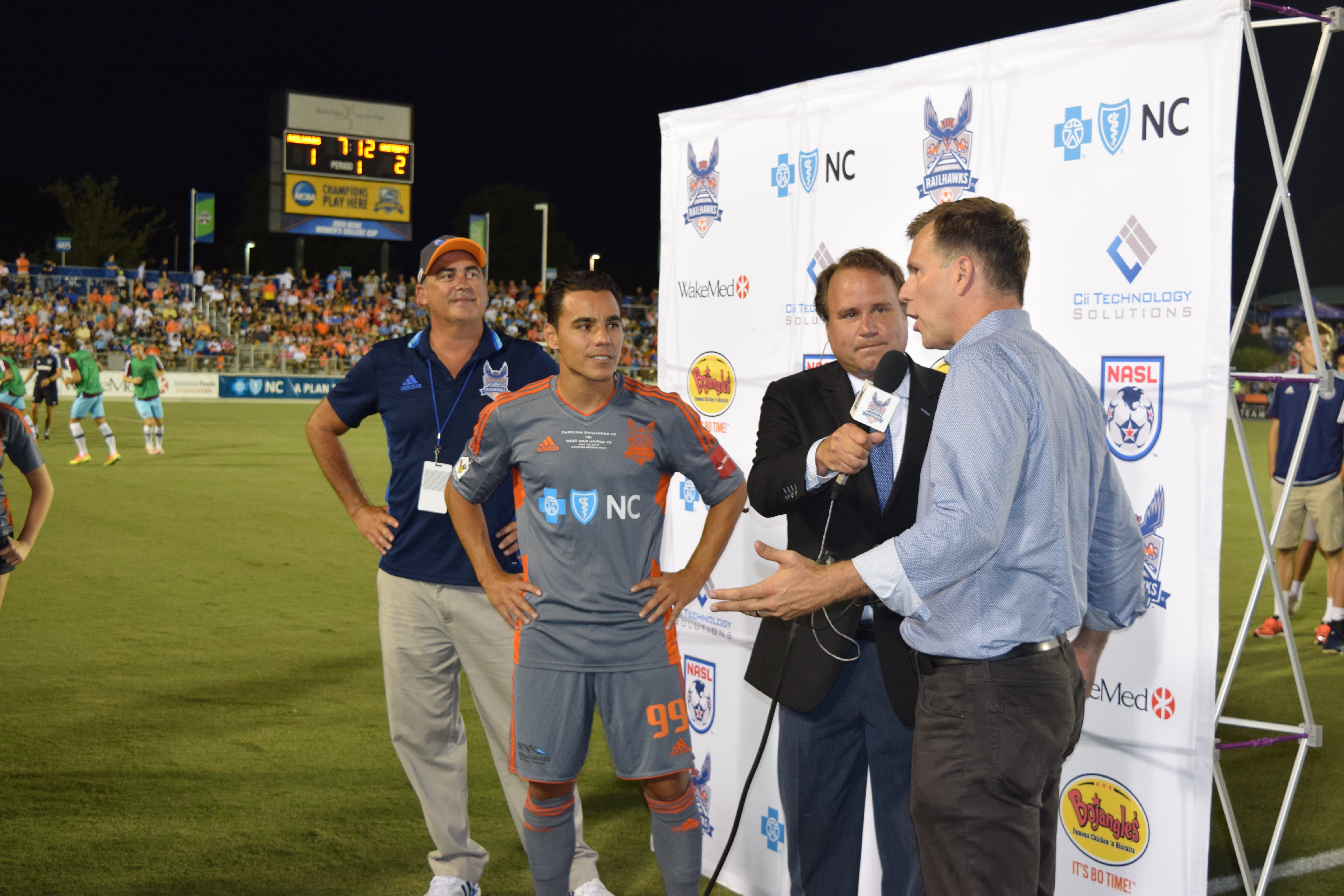
El 12 de julio de 2016 los RailHawks hacen historia al firmar a Omar Bravo proveniente de las Chivas.

En noviembre de 2017, el club  anunció su incorporación a la USL. Disputó tres temporadas en esta liga, para luego mudarse a la USL League One.
En agosto de 2023, el club anunció su regreso a la USL para la temporada 2024.

## Uniforme
- Uniforme titular: Camiseta naranja, pantalón blanco, medias naranjas.
- Uniforme alternativo: Camiseta azul, pantalón blanco, medias azules.

## Entrenadores
- Scott Schweitzer (2007-2008)
- Martin Rennie (2009-2011)
- Colin Clarke (2012-2018)
- Dave Sarachan (2019-2020)
- John Bradford (2021-presente)

## Palmarés Club
| Competición nacional                      | Títulos                                            | Subcampeonatos           |
| ----------------------------------------- | -------------------------------------------------- | ------------------------ |
| USL League One (1/0)                      | 2023                                               |                          |
| NASL (2/0)                                | 2011 (temporada regular), 2013 (temporada regular) |                          |
| USL First Division (0/1)                  |                                                    | 2009 (temporada regular) |
| USSF Division 2 Professional League (0/1) |                                                    | 2010                     |